# 梅普爾艾蘭 (明尼蘇達州)
梅普爾艾蘭（英語：Maple Island）是位於美國明尼蘇達州華盛頓縣梅鎮區的一個非建制地區。

## 地理
梅普爾艾蘭所處的海拔為高於海平面292米（即958英呎），而該地所採用的時區為UTC-6，即北美中部時區（CST）。同時該地設有夏令時間，為UTC-6調快一小時，即UTC-5（CDT）。